# Giuseppe Bardi
Giuseppe Bardi (Sorso, 1747 – Cagliari, 1828) è stato un presbitero italiano, rettore di Guasila dal 1801 – 1828.

## Biografia
Sacerdote, svolse la sua attività in particolare in periodo napoleonico e grazie all'amicizia con Domenico Alberto Azuni fu uno dei sacerdoti sardi a cui venne consentita un'attività politica-sociale.
Bardi partecipò con Carlo Fea alla stesura delle norme sul commercio marittimo internazionale varate dai Codici Napoleonici che costituiscono la base della giurisprudenza in materia.
Nel 1812 fece erigere un palazzo rettorale al centro di Guasila.
È citato da Pietro Martini nella Biografia Sarda in quanto il teologo Antonio Giuseppe Arriu gli dedicò un volume – conservato nell'archivio di stato – intitolato Le profezie che rimirano il mondo decifrate contro i vani interpretamenti dei moderni chilialisti, pubblicato nel 1809 dalla Stamperia Reale di Cagliari.